# الیکایی (ایل)
الیکایی (به زبان طبری: اَلیکایی) نام ایل بزرگی از مردم طبری است که درمناطق گرمسار،مجن، آرادان،ورامین، شاهرود، فیروزکوه، دماوند، آمل، چالوس، نوشهر، شمیرانات  و ساوجبلاغ زندگی می‌کنند. این ایل تبری‌تبار در قدیم به صورت عشایری زندگی می‌کردند. این دسته از قوم طبری خود را اَلیکایی می نامند و زبان خود را نیز زبان اَلیکایی می‌نامند.
الیکایی‌ها که عمدتاً در اوایل قرن حاضر در روستاهای دشت گرمسار اسکان یافته‌اند، بنیان روستاهای متعدد از جمله کَهَک، فروان، عدل آباد، نورالدین آباد، ده پیران، حاجی‌آباد، سهرابخانی، کهن تل (گندل)، احمدآباد، حسین‌آباد کردها، غیاث آباد (نوده خالصه) را نهادند. بخشی از جمعیت الیکایی نیز شهرنشین شده و در شهرهای گرمسار و آرادان یا شهرهای خارج از شهرستان مانند شهر مجن در استان سمنان به سر می‌برند.
در حال حاضر مهم‌ترین گروه عشایری شهرستان گرمسار را الیکایی‌ها تشکیل می‌دهند، که براساس سرشماری اجتماعی، اقتصادی عشایر کوچنده (تیرماه ۱۳۷۷) ۲۷۵ خانوار با جمعیت ۱۲۵۵ نفر به زندگی نیمه کوچ نشینی می‌پردازند. ییلاق آن‌ها شامل ارتفاعات شمال گرمسار معروف به گیلور و مناطق ییلاقی فیروزکوه و دماوند (کوه پایه‌های قبل دماوند ،پلور، سد لار، حصاربن وزون، چال چال، گل زرد، زرد پشته، ورارو، مناطق سرسبز و زیبای بخش ارجمند در فیروزکوه) در استان تهران و قشلاق آن‌ها حواشی کویر شرق و غرب گرمسار است. الیکایی‌های مازندران نیز در مناطق چالوس و نوشهر در مناطق لاشک و کجور حضور دارند. منشأ این ایل روستای الیکا در استان مازندران مرز بین استان تهران و استان مازندران می‌باشد.
فرش دستباف الیکایی بخاطر دار قالی خوابیده منحصر به فرد می‌باشد.
نوع کوچ در ایل الیکایی گرمساری از دشت به کوه (عمودی) است.
ایل الیکایی ،از مهم‌ترین گروه های عشایر کوچنده شهرستان‌های آرادان و گرمسار را تشکیل می‌دهند و بیشترین جمعیت را دارند. در تیرماه ۱۳۸۷ تعداد ۳۴۸ خانوار با جمعیت ۱۵۴۳ نفر از آنان به زندگی نیمه کوچ‌نشینی می‌پردازند.

## قوم تپور
الیکایی‌ها از قوم تبری می‌باشند که ریشه در قوم باستانی تپوری دارند که گروهی از تپورها در شمال قومس (سمنان) سکونت داشتند.

### جایگاه قوم تپوری
استرابون(۶۳ ق. م) اقوام تپوری را در کنار اقوام آمارد به عنوان اقوام کوهستان نشین در شمال کشور یاد می‌کند. استرابو می‌نویسد: تمام مناطق این کشور به استثنای بخشی به سمت شمال که کوهستانی و ناهموار و سرد است و محل زندگی کوهنشینانی به نام کادوسی (Cadusii) و آماردی (Amardi) و تپوری (Tapyri) و کرتی (Cyrtii) و سایر مردمان دیگراست، حاصلخیز است.
استرابون(۶۳ ق. م) اعتقاد دارد نواحی  تپوری و ری و دروازه کاسپین بخشی از سرزمین ماد بود که اشکانیان بر آن سلطه یافتند و می‌نویسد: مناطقی از کشور پارت قومس (Comisene) و (Chorene) است و می‌توان گفت کل منطقه ای است که تا دروازه کاسپین (Caspian Gates) و ری (Rhagae) و تپوری (Tapyri) گسترش می‌یابد، که قبلاً متعلق به ماد بود.
بطلمیوس(۹۰–۱۶۸ میلادی) در کتاب ۶، فصل ۲، بخش ۶ از جغرافیای خود که دربارهٔ سرزمین ماد هست، از تیره دیگری از قوم تپور یاد کرده که در شمال قومس (choromithrena) و منطقه الیماس (helymais) تا سرچشمه رود چرینداس (charindas river) (رودخانه چرینداس در شرق مازندران واقع شده‌است) در سرزمین ماد ساکن بودند. بطلمیوس می‌نویسد سرزمین قومس (choromithrena) تا پارت ادامه می‌یابد و در شمال آن الیمایس (helymais) هست، از آنجا تا سرچمشه‌های رودخانه چرینداس (charindas) مناطقی هستند که تپوری‌ها (tapuri) ساکن هستند.

### تاریخ قوم تپور
به گفته کتزیاس (۴۴۱–۳۹۲ق. م) نینوس پادشاه آشور تپوریان را مطیع خویش کرد.
بنابر گزارش کوینت کورس مورخ رومی، ۱۰۰۰ کماندار تپوری در جنگ گوگمل و در ارتش داریوش سوم هخامنشی حضور داشتند.
کوینت کورس می‌نویسد: در همسایگی هیرکانیا مردمی می‌زیستند که موسوم به ماردها بودند. اینها حاضر نشدند رسولانی نزد اسکندر فرستاده و تمکین کنند. این قضیه بسیار به اسکندر گران آمد و گفت: خیلی غریب است که یک مشت مارد نمی‌خواهند مرا فاتح بدانند. پس از آن از قشون خود عده ای از سپاهیان زبده برداشته و قصد ماردها حرکت کرد و در طلیعه صبح مقابل آنها پدید آمد. ماردها بلندی‌ها رااشغال کرده بودند و اسکندر پس از جنگ آنها را از مواقعشان براند. بر اثر این احوال آنها به داخل مملکت خود عقب نشستند و دهات همجوار به دست مقدونی‌ها افتاد. ولی پس از آن حرکت قشون مقدونی به درون ولایت آنها دچار مشکل گردید، توضیح آنکه جنگل‌های وسیع و کوه‌های بلند در اینجا زیاد بود و بومی‌ها جلگه‌ها را هم با استحکاماتی سد کرده بودند.
کوینت کورس این استحکامات را چنین شرح می‌دهد: تپوری‌ها مخصوصاً (به عمد) درختان را خیلی نزدیک به هم کاشته‌اند. پس از آنکه این درختها قدری نشو و نما کرد، ماردها جوانه‌های درختان را با دست در خاک فرو می‌برند و هر یک از جوانه‌ها جوانه‌های دیگری را بیرون می‌دهد ولی تپوری‌ها نمی‌گذارند جوانه‌ها به‌طور طبیعی برویند بلکه آنها را بهم نزدیک کرده گره می‌زنند و بعد این ترکه‌ها دارای برگهای ضخیم می‌گردد تمام این زمین را فرو می‌گیرد. بدین ترتیب از جوانه‌ها و شاخ و برگ‌های آنها دامی مانند تور ایجاد شده تمام راه را مسدود می‌دارد. برای حرکت قشون اسکندر چاره ای جز استعمال تبر نبود ولی آنهم در مقابل سختی درختان که از گره‌های زیاد و از شاخه‌های درهم دویده حاصل شده بود به کار نمی‌آمد.
از طرف دیگر تپوری‌ها در پناه استحکامات خود به مقدونی‌ها باران تیر می‌باریدند. بالاخره اسکندر امر کرد که این جنگل‌ها را از هر طرف احاطه کنند و اگر روزنه‌ای یافتند حمله برند. مقدونی‌ها چنین کردند و چون محل را نمی‌شناختند اغلب مقدونی‌ها راه را گم کردند. در این احوال تپوری‌ها اسب اسکندر که بوسیفال نام داشت را ربودند. اسکندر چون این اسب را خیلی دوست می‌داشت در خشم فرورفت جارچی فرستاده، تهدید کرد که اگر اسب او را پس ندهند به احدی امان نخواهد داد. پس از این تپوری‌ها اسب را به او رد کردند با وجود این اسکندر امر کرد درختان را بیندازند از کوه خاک آورده روی جوانه‌ها و شاخ و برگ‌ها بریزند. مقدونی‌ها به اجرایی امر اسکندر پرداختند و تپوری‌ها چون دیدند استحکامات آنها بدین ترتیب خراب خواهد شد فرستاده‌ای فرستادند و تمکین کردند. پس از آن اسکندر فرادات را حاکم آنها قرار داده و به اردوی خود برگشت.
فرادات حاکم تپورهای بخش شمالی تپورستان (دشت و هامون) بوده که با اسکندر مصالحه نمود و تپورهای بخش جنوبی تپورستان (کوهپایه و کوهستان) فرمانروای دیگری داشتند که حاضر به مصالحه با اسکندر نبودند و در نهایت فرادات بر سرزمین تپورهای کوهستان و آماردها دست یافت.

## طوایف ایل الیکایی
اَلیکایی‌های گرمسار به طوایف قندالی، شاه حسینی، عاشوری، ابولی، گیلوری ، قنبری ، گَلینی ، قاسمی ، کریمی ، علی بیگی ، مؤمنی ، ذوالفقاری ، قشقایی و کاشانی تقسیم می‌شوند.الیکایی‌های مجن به طوایف گلدسته، سلطانی، سهرابی و شهابی تقسیم می شوند.  الیکایی‌های فیروزکوه غندالی و ایلکا هستند و در ورامین الیکایی‌ها با شهرت علیکاهی شناخته شده‌اند. در روستای آهار واقع در رودبار قصران شمیران تهران نیز یکی از طوایف الیکایی سکونت دارند.

## زبان الیکائی‌ها
گویش الیکایی یا طبری الیکایی گویشی از زبان مازندرانی می‌باشد که در شهرستان‌های آرادان و گرمسارو شاهرود و مجن در استان سمنان و ورامین در استان تهران گویش می‌شود. گویش الیکایی در ساختمان فعلی به گویش مرکزی مازندران شباهت دارد و برخی خصوصیات نحوی آن به گویش شمیرانی شباهت دارد و از نظر واژگان با گویش شمیرانی و دماوندی و گویش مرکزی مازندرانی دارای شباهت می‌باشد و در حروف اضافه با گویش شهمیرزادی و گویش مرکزی مازندران دارای شباهت است. این دسته از مردمان طبری خود را اَلیکایی می‌نامند و زبان خود را نیز زبان اَلیکایی می‌نامند.

## جمعیت کوچرو
ایل الیکایی، یکی از ایل‌های پرجمعیت و مهم شهرستان آرادان،مجن،گرمسار، ورامین، فیروزکوه، دماوند و شمیرانات است که در حال حاضر، شماری اندکی از آن‌ها زندگی عشایری دارند. به نقل از دانشنامه تبرستان و مازندران؛ برپایه سرشماری ادارهٔ کل ثبت احوال استان سمنان، جمعیت الیکایی‌ها استان سمنان ۲۱٬۴۲۶ نفر می‌باشد. امروزه حدود۳۰٬۰۰۰ الیکایی در سراسر ایران زندگی می‌کنند که اکثر آنها یکجانشین شده‌اند و بخش بسیار کوچکی از این ایل به کوچ و زندگی عشایری ادامه داده‌اند.
جمعیت کوچنده ایل الیکایی در آرادان:
| سال          | ۱۳۶۶ خورشیدی | ۱۳۷۷ خورشیدی | ۱۳۸۷ خورشیدی |
| جمعیت کوچنده | ۲۲۰۰ (کوچرو) | ۱۲۵۵ (کوچرو) | ۱۲۳۷ (کوچرو) |

جمعیت کوچنده ایل الیکایی در گرمسار:
| سال          | ۱۳۸۷ خورشیدی |
| جمعیت کوچنده | ۲۰۶ (کوچرو)  |

جمعیت کوچنده ایل الیکایی در بالا لاریجان آمل:
| سال          | ۱۳۸۷ خورشیدی |
| جمعیت کوچنده | ۲۷۷ (کوچرو)  |

جمعیت کوچنده ایل الیکایی در دابوی جنوبی آمل:
| سال          | ۱۳۸۷ خورشیدی |
| جمعیت کوچنده | ۶۳ (کوچرو)   |

جمعیت کوچنده ایل الیکایی در شهرستان دماوند:
| سال          | ۱۳۸۷ خورشیدی |
| جمعیت کوچنده | ۲۸۹ (کوچرو)  |

جمعیت کوچنده ایل الیکایی در لواسان شمیرانات:
| سال          | ۱۳۸۷ خورشیدی |
| جمعیت کوچنده | ۱۱۳ (کوچرو)  |

جمعیت کوچنده ایل الیکایی در بخش مرکزی فیروزکوه:
| سال          | ۱۳۸۷ خورشیدی |
| جمعیت کوچنده | ۷۲ (کوچرو)   |

جمعیت کوچنده ایل الیکایی در شهر مجن:
| سال          | ۱۲۱۰ خورشیدی |
| جمعیت کوچنده | ۳۹۰ (کوچرو)  |

جمعیت کوچنده ایل الیکایی در ارجمند فیروزکوه:
| سال          | ۱۳۸۷ خورشیدی |
| جمعیت کوچنده | ۵۰۸ (کوچرو)  |